# Бутан (село)
Бутан (болг. Бутан) — село в Болгарии. Находится в Врачанской области, входит в общину Козлодуй. Население составляет 2 990 человек.

## Администрация
Администрация состоит из ратуши, которая включает в своем составе мэра. Его позиция выполняет независимого кандидата Ивайло Иванов в соответствии с местными и президентскими выборами в 2012 году.